# Motocyklowe Grand Prix Stanów Zjednoczonych 2008
Wyścig o Motocyklowe Grand Prix Stanów Zjednoczonych 2008 odbył się 20 lipca 2008 na torze Raceway Laguna Seca. Była to jedenasta edycja zawodów o wielką nagrodę Stanów Zjednoczonych, a zarazem jedenasta eliminacja Motocyklowych Mistrzostw Świata w 2008 roku.
Zawody odbyły się tylko w klasie MotoGP.

## Przebieg kwalifikacji
Casey Stoner przez większość kwalifikacji miał najlepsze tempo jazdy, co spowodowało jego piąte z rzędu zwycięstwo w kwalifikacjach. Australijczyk zdetronizował rywali w rywalizacji o pole position. Zawodnik pochodzący z Kurri-Kurri wyprzedził drugiego Valentino Rossiego o 0,447 sekundy, przy czym jako jedyny zszedł poniżej bariery czasu 1 minuty i 21 sekund poprawiając dotychczasowy rekord kwalifikacji aż o 1,592 sekundy. Pierwszy rząd uzupełnił reprezentant gospodarzy Nicky Hayden z teamu Repsol Honda. Jego kolega z drużyny – Daniel Pedrosa nie wystartował w kwalifikacjach z powodu kontuzji nabytej po upadku podczas Grand Prix Niemiec. Drugą linię startową otworzył Jorge Lorenzo, który jako ostatni z zawodników startujących w kwalifikacjach stracił mniej niż jedną sekundę do zwycięzcy. Poza Hiszpanem w drugiej linii wystartowali Brytyjczyk James Toseland oraz Francuz Randy de Puniet.
Pierwsza linia startowa
| Lp. | Zawodnik        | Czas     | Strata       |
| --- | --------------- | -------- | ------------ |
| 1.  | Casey Stoner    | 1'20.700 |              |
| 2.  | Valentino Rossi | 1'21.147 | + 0.447 sek. |
| 3.  | Nicky Hayden    | 1'21.430 | + 0.730 sek. |

## Wyścig
Grand Prix Stanów Zjednoczonych w klasie MotoGp
Początek: 14:00 (czas miejscowy) / 23:00 (CET)

Uczestników: 18 (dojechało 17)

Nawierzchnia: sucha

Pogoda: 16'C słonecznie
| \| \| Zawodnik \| Drużyna \| Czas \| \| -- \| ---------------- \| -------- \| ---------------- \| \| 1 \| Valentino Rossi \| Yamaha \| 44 min. 04,311 s \| \| 2 \| Casey Stoner \| Ducati \| +13.001 s \| \| 3 \| Chris Vermeulen \| Suzuki \| +26.609 s \| \| 4 \| Andrea Dovizioso \| Honda \| +34.901 s \| \| 5 \| Nicky Hayden \| Honda \| +35.663 s \| \| 6 \| Randy de Puniet \| Honda \| +37.668 s \| \| 7 \| Toni Elías \| Ducati \| +41.629 s \| \| 8 \| Ben Spies \| Suzuki \| +41.927 s \| \| 9 \| James Toseland \| Yamaha \| +43.019 s \| \| 10 \| Shinya Nakano \| Honda \| +44.391 s \| \| 11 \| Jamie Hacking \| Kawasaki \| +46.258 s \| \| 12 \| Sylvain Guintoli \| Ducati \| +55.273 s \| \| 13 \| Alex de Angelis \| Honda \| +55.521 s \| \| 14 \| Colin Edwards \| Yamaha \| +1min. 02.380 s \| \| 15 \| Loris Capirossi \| Suzuki \| +1min. 08.207 s \| | Jedyny wyścig o Grand Prix Stanów Zjednoczonych rozpoczął się bez niespodzianek. Casey Stoner zachował swoje pierwsze miejsce, które uzyskał podczas kwalifikacji. Tuż za nim znalazł się Valentino Rossi. Włoch jednak już w czasie pierwszego okrążenia wyprzedził Australijczyka. Jego kolega z drużyny nie miał takiego szczęścia. Jorge Lorenzo po raz czwarty w tym sezonie upadł podczas jazdy Yamahą. Tym razem zaliczył efektownego high-side’a, który zakończył się złamaniem dwóch kości lewej nogi. Po szybkiej jeździe Rossiego i Stonera tylko oni liczyli się w walce o pierwsze miejsce. Za nimi daleko był Chris Vermeulen, który miał prawie trzydzieści sekund straty. Walka o zwycięstwo toczyła się między Włochem a Australijczykiem na bardzo małych odległościach. Między obydwoma zawodnikami często różnica czasu nie była większa niż setne sekundy. Walka ta toczyła się do 24. okrążenia. Wtedy to Stoner próbował wyprzedzić Rossiego na jednym z lewych zakrętów. Nie udało mu się to wyjeżdżając nad sterownie w prawą stronę, wyjeżdżając na żwir. W tym momencie było już wiadomo, iż Valentino Rossi wygra po raz pierwszy w swojej karierze GP USA na torze Laguna Seca. Casey ostatecznie uplasował się na drugim miejscu tracąc trzynaście sekund do zwycięzcy. Na najniższym stopniu podium stanął Vermeulen, chociaż Stoner zaliczył upadek, a następnie musiał postawić motocykl na tor. Słabo wypadli reprezentanci gospodarzy Nicky Hayden zajął piąte miejsce (wyprzedził go jeszcze Andrea Dovizioso), ósmy był Spies, Hacking – 11, a najsłabiej spisał się Colin Edwards, który ukończył wyścig na 14. miejscu. Rossi zwiększył przewagę nad Stonerem do 25 punktów. Nieuczestniczący w zawodach Daniel Pedrosa tracił już 41 oczek do lidera. |          |                  |
| | Zawodnik | Drużyna  | Czas             |
| 1 | Valentino Rossi | Yamaha   | 44 min. 04,311 s |
| 2 | Casey Stoner | Ducati   | +13.001 s        |
| 3 | Chris Vermeulen | Suzuki   | +26.609 s        |
| 4 | Andrea Dovizioso | Honda    | +34.901 s        |
| 5 | Nicky Hayden | Honda    | +35.663 s        |
| 6 | Randy de Puniet | Honda    | +37.668 s        |
| 7 | Toni Elías | Ducati   | +41.629 s        |
| 8 | Ben Spies | Suzuki   | +41.927 s        |
| 9 | James Toseland | Yamaha   | +43.019 s        |
| 10 | Shinya Nakano | Honda    | +44.391 s        |
| 11 | Jamie Hacking | Kawasaki | +46.258 s        |
| 12 | Sylvain Guintoli | Ducati   | +55.273 s        |
| 13 | Alex de Angelis | Honda    | +55.521 s        |
| 14 | Colin Edwards | Yamaha   | +1min. 02.380 s  |
| 15 | Loris Capirossi | Suzuki   | +1min. 08.207 s  |